# Kjetil Jansrud
Kjetil Jansrud (Stavanger, 28 agosto 1985) è un ex sciatore alpino norvegese, campione olimpico nel supergigante a Soči 2014, campione mondiale nella discesa libera a Åre 2019 e vincitore di quattro Coppe del Mondo di specialità.

## Biografia
Jansrud, nato a Stavanger e residente a Vinstra di Nord-Fron, era un atleta polivalente; a inizio carriera ha ottenuto i risultati migliori nelle prove tecniche (slalom gigante e slalom speciale), per poi specializzarsi in quelle veloci (discesa libera e supergigante).

### Stagioni 2002-2005
Attivo dal dicembre del 2000, ha esordito in Coppa Europa poco più che sedicenne il 19 dicembre 2001 a Saalbach-Hinterglemm in discesa libera (58º) e in Coppa del Mondo il 19 gennaio 2003 nello slalom speciale di Wengen, senza qualificarsi per la seconda manche; ai Mondiali juniores di Maribor 2004 ha vinto la medaglia d'argento nello slalom gigante e il 5 marzo dello stesso anno ha ottenuto a Pas del la Casa nella medesima specialità il primo podio in Coppa Europa (2º)
La stagione 2004-2005 è stata, a livello di Coppa Europa, ricca di soddisfazioni per l'atleta: è riuscito infatti a conquistare dieci podi (quattro le vittorie, tra la quali la prima in carriera il 18 dicembre a Pozza di Fassa in slalom speciale) che gli hanno consentito di vincere a pari merito con l'austriaco Hannes Reichelt la competizione, oltre alle classifiche di slalom gigante e di slalom speciale. Sempre nella stessa stagione ha vinto il suo secondo argento iridato juniores, in combinata a Bardonecchia 2005, e ha preso parte ai Mondiali di Bormio/Santa Caterina Valfurva, suo esordio iridato, senza concludere la prova di slalom speciale.

### Stagioni 2006-2010
Ai XX Giochi olimpici invernali di Torino 2006, sua prima presenza olimpica, ha gareggiato nello slalom gigante (senza completare la gara) e nella combinata (ottenendo il 10º posto); il 4 novembre 2008 ha conquistato l'ultima vittoria in Coppa Europa, ad Amnéville in slalom indoor, e il 10 gennaio 2009 il primo podio in Coppa del Mondo, giungendo al 3º posto nello slalom gigante di Adelboden sulla Chuenisbärgli. Assente ai Mondiali di Åre 2007, ha partecipato invece a quelli di Val-d'Isère 2009, dove ha ottenuto il 9º posto nella supercombinata e non ha concluso supergigante, slalom gigante e slalom speciale.
Il 17 gennaio 2010 è salito per l'ultima volta sul podio in Coppa Europa, a Kirchberg in Tirol in slalom gigante (3º), e il 23 febbraio successivo, durante i XXI Giochi olimpici invernali di Vancouver 2010, ha conquistato la medaglia d'argento nello slalom gigante arrivando 2º alle spalle dell'elvetico Carlo Janka; si è inoltre classificato 31° nella discesa libera, 12° nel supergigante, 17° nello slalom speciale e 9° nella supercombinata.

### Stagioni 2011-2014

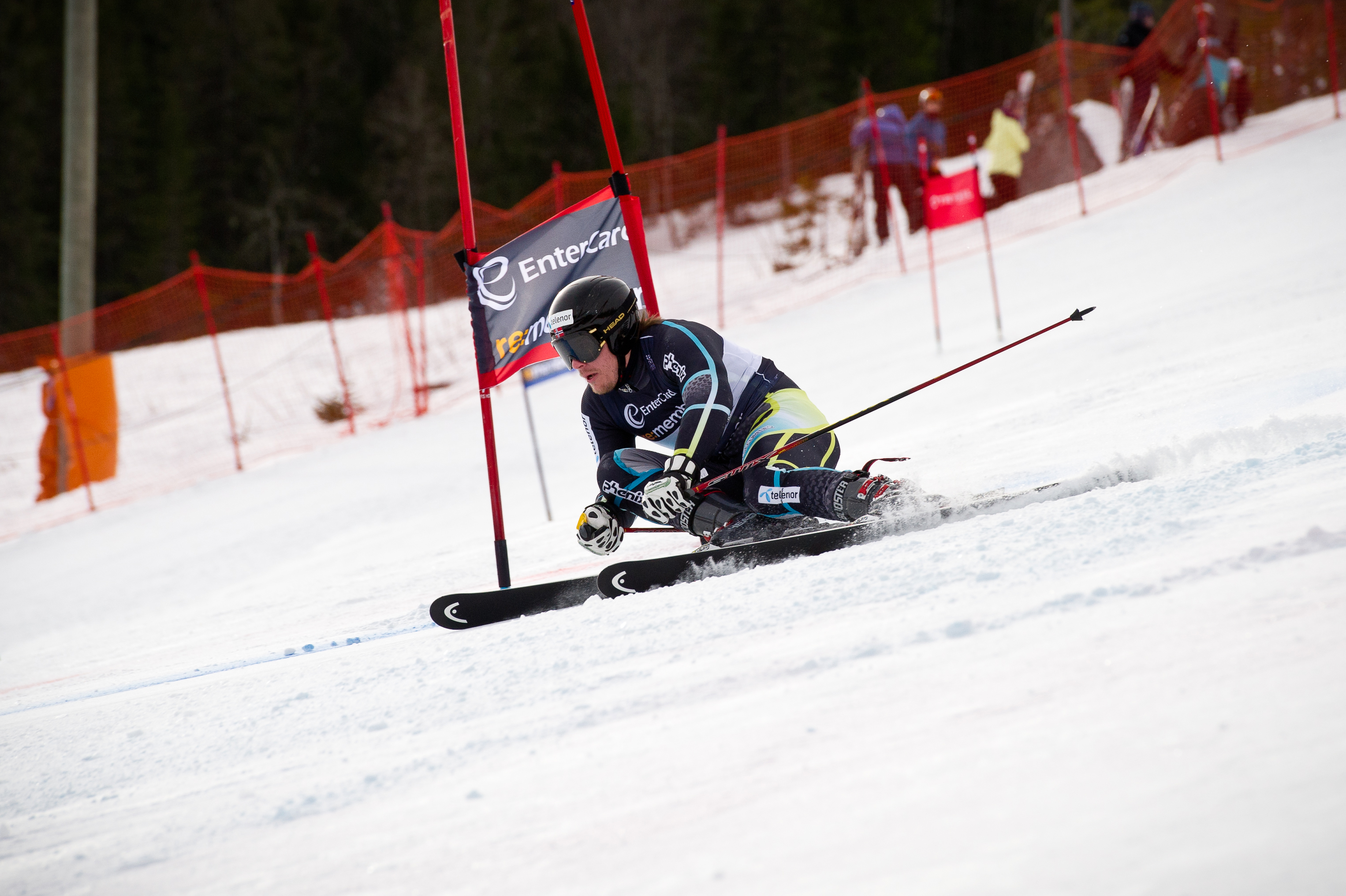
Jansrud in gara a Trysil durante i Campionati norvegesi del 2011

Ai Mondiali di Garmisch-Partenkirchen 2011 ha ottenuto il 5º posto nello slalom gigante, il 10º nella supercombinata e non ha concluso supergigante e slalom speciale. Il 4 marzo 2012, vincendo il supergigante di Kvitfjell davanti al connazionale Aksel Lund Svindal e allo svizzero Beat Feuz, ha conquistato il suo primo successo in Coppa del Mondo. Nella stagione successiva è stato convocato per i Mondiali di Schladming, ma non ha concluso la prova di supergigante infortunandosi gravemente al ginocchio.
Ai XXII Giochi olimpici invernali di Soči 2014 ha vinto due medaglie: prima quella bronzo nella discesa libera, alle spalle di Matthias Mayer e Christof Innerhofer; poi quella d'oro nel supergigante, precedendo Andrew Weibrecht (argento) e - terzi a pari merito - Jan Hudec e Bode Miller. Si è inoltre classificato 4º nella supercombinata e non ha concluso lo slalom gigante.

### Stagioni 2015-2017
Nel 2015 ai Mondiali di Vail/Beaver Creek si è aggiudicato la medaglia d'argento nella combinata vinta dall'austriaco Marcel Hirscher ed è stato 15º nella discesa libera e 4º nel supergigante. In quella stagione in Coppa del Mondo si è aggiudicato le coppe di cristallo di discesa libera (con 94 punti di vantaggio su Reichelt) e di supergigante (con 203 punti di vantaggio su Dominik Paris) e ha chiuso al 2º posto nella classifica generale a 160 punti da Hirscher, dopo aver ottenuto 11 podi con 7 vittorie (tra queste alcune classiche dello sci alpino, come le discese libere della Birds of Prey di Beaver Creek e della Streif di Kitzbühel).
Nella stagione 2015-2016 in Coppa del Mondo ha vinto quattro gare, tra le quali la combinata del Lauberhorn a Wengen il 15 gennaio, e ha chiuso al 2º posto nella classifica di supergigante (superato dal connazionale Aleksander Aamodt Kilde di 40 punti) e al 3º in quella di discesa libera. L'anno dopo ai Mondiali di Sankt Moritz ha vinto la medaglia d'argento nel supergigante, si è classificato 4º nella discesa libera e non ha completato la combinata; nello stesso anno in Coppa del Mondo ha nuovamente vinto la Coppa di supergigante con 91 punti di vantaggio su Reichelt ed è stato 2º sia nella classifica generale, a 675 punti da Hirscher, sia in quella di discesa libera, sopravanzato da Peter Fill di 23 punti.

### Stagioni 2018-2022
Ai XXIII Giochi olimpici invernali di Pyeongchang 2018 ha vinto la medaglia d'argento nella discesa libera, quella di bronzo nel supergigante, si è classificato 7º nella combinata e non ha completato lo slalom gigante; in quella stagione 2017-2018 in Coppa del Mondo ha vinto per la terza volta la coppa di cristallo di supergigante, con 80 punti di margine su Vincent Kriechmayr. Ai Mondiali di Åre 2019 ha vinto la medaglia d'oro nella discesa libera ed è stato 22º nel supergigante; il 24 gennaio 2020 ha conquistato l'ultima vittoria in Coppa del Mondo, nel supergigante della Streifalm di Kitzbühel, e il 18 dicembre dello stesso anno l'ultimo podio nel circuito, in Val Gardena nella medesima specialità (3º); ai successivi Mondiali di Cortina d'Ampezzo 2021sua ultima presenza iridata, si è classificato 8º nella discesa libera, 12º nel supergigante e non ha completato la combinata.
Ai XXIV Giochi olimpici invernali di Pechino 2022, suo congedo olimpico, dopo esser stato portabandiera della Norvegia durante la cerimonia di apertura si è piazzato 23º nel supergigante; si è ritirato poco prima del termine di quella stessa stagione 2021-2022 dopo esser stato 358 al via in Coppa del Mondo: la sua ultima gara in carriera è stata la discesa libera di Coppa del Mondo disputata a Kvitfjell il 5 marzo.

## Palmarès

### Olimpiadi
- 5 medaglie:
  - 1 oro (supergigante a Soči 2014)

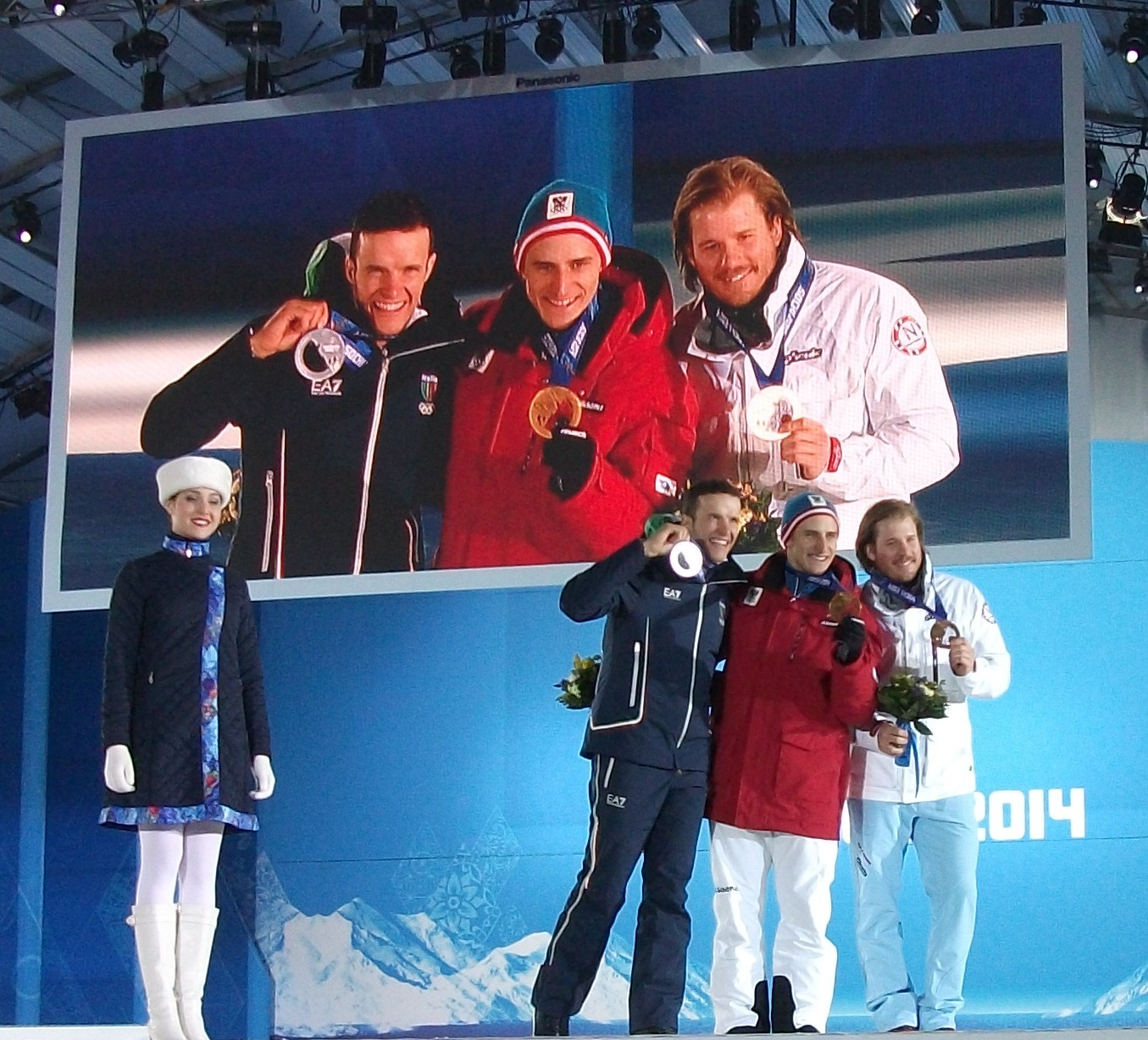
Jansrud (a destra) sul podio della discesa libera di con Matthias Mayer (al centro) e Christof Innerhofer (a sinistra)

  - 2 argenti (slalom gigante a Vancouver 2010; discesa libera a Pyeongchang 2018)
  - 2 bronzi (discesa libera a Soči 2014; supergigante a Pyeongchang 2018)

### Mondiali
- 3 medaglie:
  - 1 oro (discesa libera a Åre 2019)
  - 2 argenti (combinata a Vail/Beaver Creek 2015; supergigante a Sankt Moritz 2017)

### Mondiali juniores
- 2 medaglie:
  - 2 argenti (slalom gigante a Maribor 2004; combinata a Bardonecchia 2005)

### Coppa del Mondo
- Miglior piazzamento in classifica generale: 2º nel 2015 e nel 2017
- Vincitore della Coppa del Mondo di discesa libera nel 2015
- Vincitore della Coppa del Mondo di supergigante nel 2015, nel 2017 e nel 2018
- 55 podi:
  - 23 vittorie
  - 18 secondi posti
  - 14 terzi posti

#### Coppa del Mondo - vittorie
| Data             | Località                | Paese         | Specialità |
| ---------------- | ----------------------- | ------------- | ---------- |
| 4 marzo 2012     | Lillehammer Kvitfjell   | Norvegia      | SG         |
| 28 febbraio 2014 | Lillehammer Kvitfjell   | Norvegia      | DH         |
| 2 marzo 2014     | Lillehammer Kvitfjell   | Norvegia      | SG         |
| 29 novembre 2014 | Lake Louise             | Canada        | DH         |
| 30 novembre 2014 | Lake Louise             | Canada        | SG         |
| 5 dicembre 2014  | Beaver Creek            | Stati Uniti   | DH         |
| 20 dicembre 2014 | Val Gardena             | Italia        | SG         |
| 24 gennaio 2015  | Kitzbühel               | Austria       | DH         |
| 8 marzo 2015     | Lillehammer Kvitfjell   | Norvegia      | SG         |
| 18 marzo 2015    | Méribel                 | Francia       | DH         |
| 21 dicembre 2015 | Alta Badia              | Italia        | PR         |
| 15 gennaio 2016  | Wengen                  | Svizzera      | KB         |
| 6 febbraio 2016  | Pyeongchang Jeongseon   | Corea del Sud | DH         |
| 13 marzo 2016    | Lillehammer Kvitfjell   | Norvegia      | SG         |
| 2 dicembre 2016  | Val-d'Isère             | Francia       | SG         |
| 3 dicembre 2016  | Val-d'Isère             | Francia       | DH         |
| 16 dicembre 2016 | Val Gardena             | Italia        | SG         |
| 27 dicembre 2016 | Santa Caterina Valfurva | Italia        | SG         |
| 25 febbraio 2017 | Lillehammer Kvitfjell   | Norvegia      | DH         |
| 26 novembre 2017 | Lake Louise             | Canada        | SG         |
| 11 marzo 2018    | Lillehammer Kvitfjell   | Norvegia      | SG         |
| 25 novembre 2018 | Lake Louise             | Canada        | SG         |
| 24 gennaio 2020  | Kitzbühel               | Austria       | SG         |

Legenda:

DH = discesa libera

SG = supergigante

KB = combinata

PR = slalom parallelo

### Coppa Europa
- Vincitore della Coppa Europa nel 2005
- Vincitore della classifica di slalom gigante nel 2005
- Vincitore della classifica di slalom speciale nel 2005
- 15 podi:
  - 5 vittorie
  - 6 secondi posti
  - 4 terzi posti

#### Coppa Europa - vittorie
| Data             | Località           | Paese   | Specialità |
| ---------------- | ------------------ | ------- | ---------- |
| 18 dicembre 2004 | Pozza di Fassa     | Italia  | SL         |
| 14 gennaio 2005  | Bad Kleinkirchheim | Austria | GS         |
| 19 gennaio 2005  | Mellau             | Austria | SL         |
| 13 marzo 2005    | Roccaraso          | Italia  | GS         |
| 4 novembre 2008  | Amnéville          | Francia | IN         |

Legenda:

GS = slalom gigante

SL = slalom speciale

IN = slalom indoor

### Nor-Am Cup
- Miglior piazzamento in classifica generale: 36º nel 2008
- 1 podio:
  - 1 terzo posto

### Campionati norvegesi
- 20 medaglie:
  - 5 ori (slalom gigante nel 2010; supergigante, slalom gigante nel 2011; discesa libera, supergigante nel 2015)
  - 10 argenti (supergigante nel 2005; slalom gigante nel 2008; supergigante, slalom gigante, slalom speciale, supercombinata nel 2009; supercombinata nel 2011; discesa libera, slalom gigante nel 2014; discesa libera nel 2018)
  - 5 bronzi (supercombinata nel 2008; discesa libera nel 2009; discesa libera, supergigante nel 2010; discesa libera nel 2019)

### Campionati norvegesi juniores
- 2 ori (slalom gigante, slalom speciale nel 2005)[senza fonte]

## Statistiche

### Podi in Coppa del Mondo
| 1º     | 2º                     | 3º                     | 1º                     | 2º                     | 3º                     | 1º                     | 2º                     | 3º                     | 1º                     | 2º                     | 3º                     | 1º                     | 2º                     | 3º                     |                        |                        |                        |                        |                        |                        |                        |                        |
| 2003   |                        |                        |                        |                        |                        |                        |                        |                        |                        |                        |                        |                        |                        |                        |                        | 0                      |                        |                        |                        |                        |                        |                        |
| 2004   |                        |                        |                        |                        |                        |                        |                        |                        |                        |                        |                        |                        |                        |                        |                        | 0                      |                        |                        |                        |                        |                        |                        |
| 2005   |                        |                        |                        |                        |                        |                        |                        |                        |                        |                        |                        |                        |                        |                        |                        | 0                      |                        |                        |                        |                        |                        |                        |
| 2006   |                        |                        |                        |                        |                        |                        |                        |                        |                        |                        |                        |                        |                        |                        |                        | 0                      |                        |                        |                        |                        |                        |                        |
| 2007   | stagione non disputata | stagione non disputata | stagione non disputata | stagione non disputata | stagione non disputata | stagione non disputata | stagione non disputata | stagione non disputata | stagione non disputata | stagione non disputata | stagione non disputata | stagione non disputata | stagione non disputata | stagione non disputata | stagione non disputata | stagione non disputata | stagione non disputata | stagione non disputata | stagione non disputata | stagione non disputata | stagione non disputata | stagione non disputata |
| 2008   |                        |                        |                        |                        |                        |                        |                        |                        |                        |                        |                        |                        |                        |                        |                        | 0                      |                        |                        |                        |                        |                        |                        |
| 2009   |                        |                        |                        |                        |                        |                        |                        |                        | 1                      |                        |                        |                        |                        |                        |                        | 1                      |                        |                        |                        |                        |                        |                        |
| 2010   |                        |                        |                        |                        |                        |                        |                        | 1                      | 1                      |                        |                        |                        |                        |                        |                        | 2                      |                        |                        |                        |                        |                        |                        |
| 2011   |                        |                        |                        |                        |                        |                        |                        | 2                      |                        |                        |                        |                        |                        |                        |                        | 2                      |                        |                        |                        |                        |                        |                        |
| 2012   |                        | 1                      |                        | 1                      |                        | 2                      |                        |                        | 1                      |                        |                        |                        |                        |                        |                        | 5                      |                        |                        |                        |                        |                        |                        |
| 2013   |                        |                        | 1                      |                        |                        |                        |                        |                        |                        |                        |                        |                        |                        |                        |                        | 1                      |                        |                        |                        |                        |                        |                        |
| 2014   | 1                      | 1                      |                        | 1                      |                        |                        |                        |                        |                        |                        |                        |                        |                        |                        |                        | 3                      |                        |                        |                        |                        |                        |                        |
| 2015   | 4                      | 1                      |                        | 3                      | 2                      | 1                      |                        |                        |                        |                        |                        |                        |                        |                        |                        | 11                     |                        |                        |                        |                        |                        |                        |
| 2016   | 1                      | 1                      | 1                      | 1                      | 1                      |                        |                        |                        |                        | 1                      |                        |                        | 1                      |                        |                        | 8                      |                        |                        |                        |                        |                        |                        |
| 2017   | 2                      | 1                      | 1                      | 3                      |                        |                        |                        |                        |                        |                        |                        |                        |                        |                        | 1                      | 8                      |                        |                        |                        |                        |                        |                        |
| 2018   |                        | 1                      | 1                      | 2                      | 2                      |                        |                        |                        |                        |                        |                        | 1                      |                        |                        |                        | 7                      |                        |                        |                        |                        |                        |                        |
| 2019   |                        | 1                      |                        | 1                      | 1                      | 1                      |                        |                        |                        |                        |                        |                        |                        |                        |                        | 4                      |                        |                        |                        |                        |                        |                        |
| 2020   |                        |                        |                        | 1                      | 1                      |                        |                        |                        |                        |                        |                        |                        |                        |                        |                        | 2                      |                        |                        |                        |                        |                        |                        |
| 2021   |                        |                        |                        |                        |                        | 1                      |                        |                        |                        |                        |                        |                        |                        |                        |                        | 1                      |                        |                        |                        |                        |                        |                        |
| 2022   |                        |                        |                        |                        |                        |                        |                        |                        |                        |                        |                        |                        |                        |                        |                        | 0                      |                        |                        |                        |                        |                        |                        |
| Totale | 8                      | 7                      | 4                      | 13                     | 8                      | 5                      | 0                      | 3                      | 3                      | 1                      | 0                      | 1                      | 1                      | 0                      | 1                      | 55                     |                        |                        |                        |                        |                        |                        |
| Totale | 19                     | 19                     | 19                     | 26                     | 26                     | 26                     | 6                      | 6                      | 6                      | 2                      | 2                      | 2                      | 2                      | 2                      | 2                      | 55                     |                        |                        |                        |                        |                        |                        |